# Ormosia dentifera
Ormosia dentifera är en tvåvingeart som beskrevs av Alexander 1919. Ormosia dentifera ingår i släktet Ormosia och familjen småharkrankar. Inga underarter finns listade i Catalogue of Life.